# Pasqual de Tormellas
Pascual de Tormellas (Tormellas, ca. 1080 - 3 de maig de 1167) fou un eremita i eclesiàstic venerat com a sant a l'església catòlica. No se sap del cert quan va néixer, però per l'amistat que tenia amb Sant Pere de Barco, que n'havia estat company d'estudis, deuria haver estat cap al 1080. Va estudiar a El Barco de Ávila i, encaminat a la carrera eclesiàstica, potser també a Àvila. Acabats els estudis, marxà a fer pelegrinatges per diversos llocs d'Europa i arribà a Terra Santa. Tornà a Espanya i desembarcà a Sevilla, on s'estigué un temps. Cercant un lloc més tranquil per fer-hi vida eremítica, s'instal·là en un lloc proper a Olmedo (Valladolid), on edificà l'ermita de la Santa Cruz. Finalment, cap al 1049, tornà a la Ribera Barcense, a la seva casa de Tormellas, on visqué del conreu de l'horta i la pesca al riu. Visità llavors el seu antic company Pere de Barco, retirat a una ermita a El Barco. La tradició diu que els dos decidiren de morir als seus pobles i que, per comunicar-se, feien servir dues daines. Pere morí en 1155, i Pasqual en 1167, essent sebollit a l'església del poble, en un sarcòfag antropomorf de pedra.